# サンディエゴ州立大学

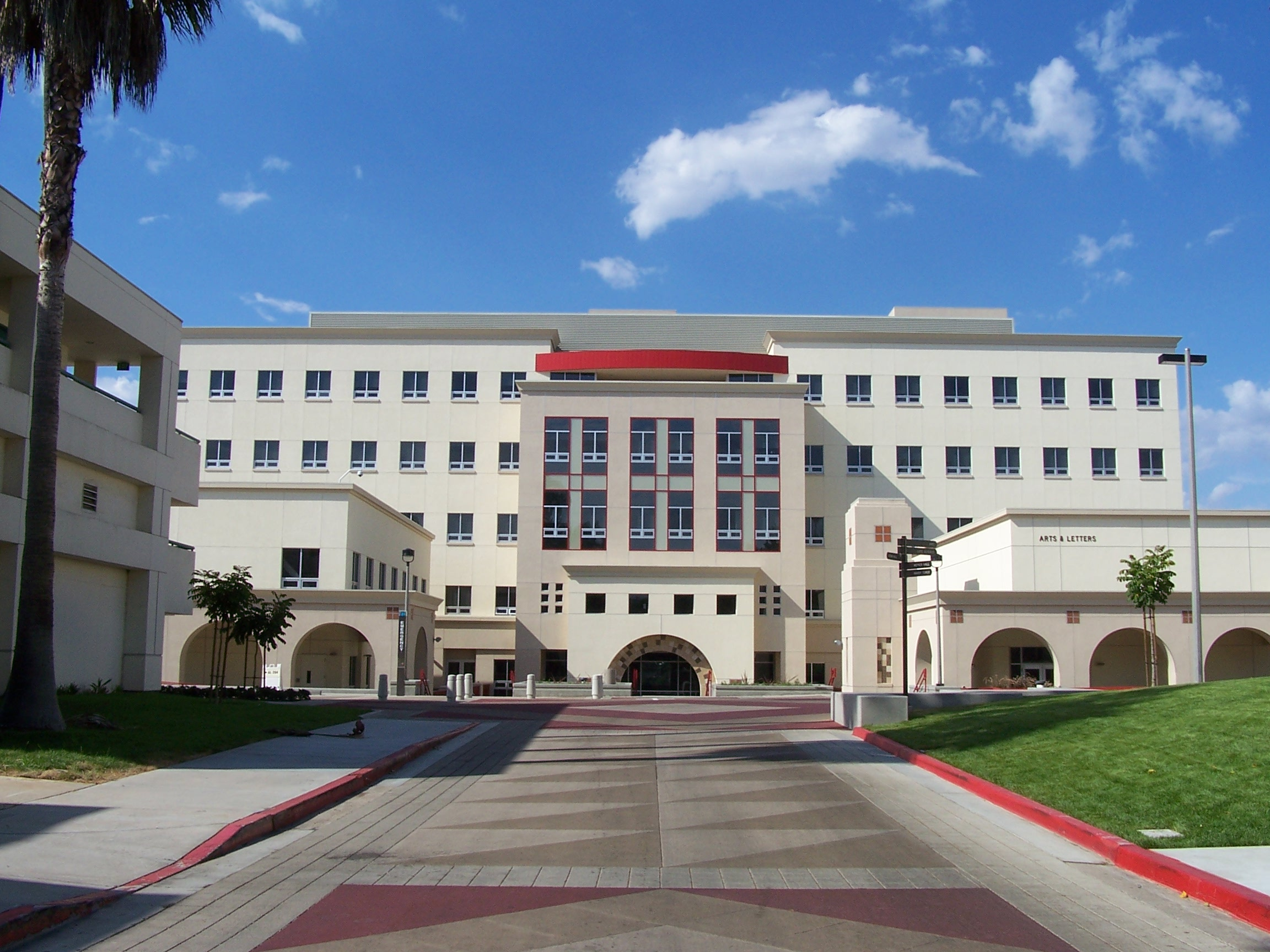
Arts & Letters New Building

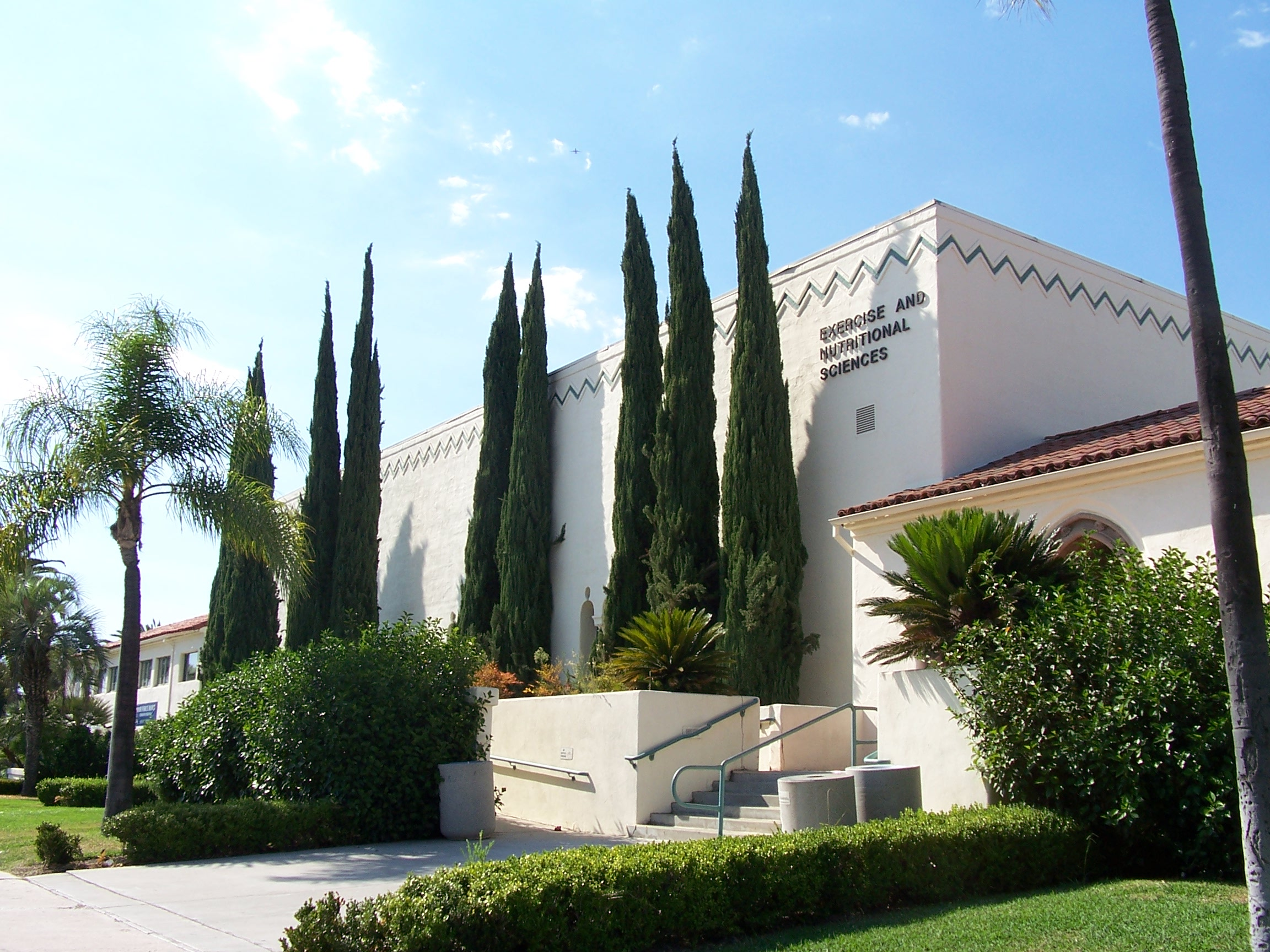
Exercise & Nutritional Sciences building

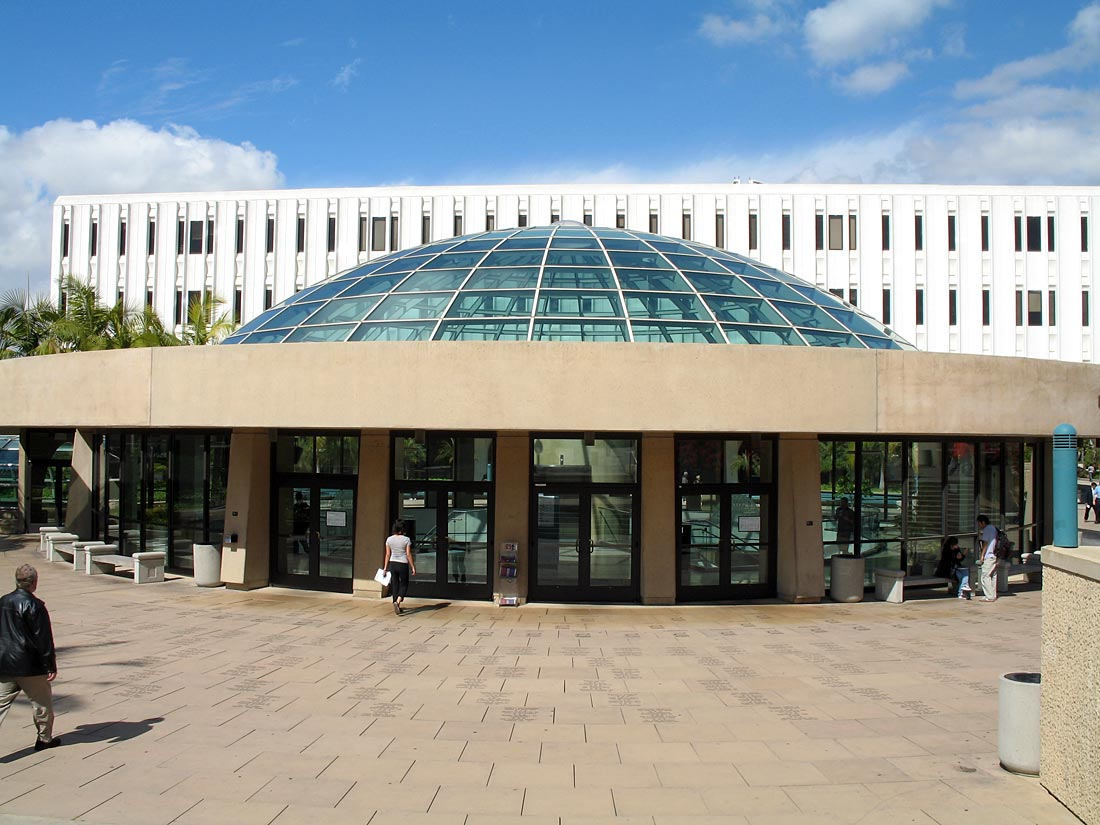
Malcolm A. Love Library

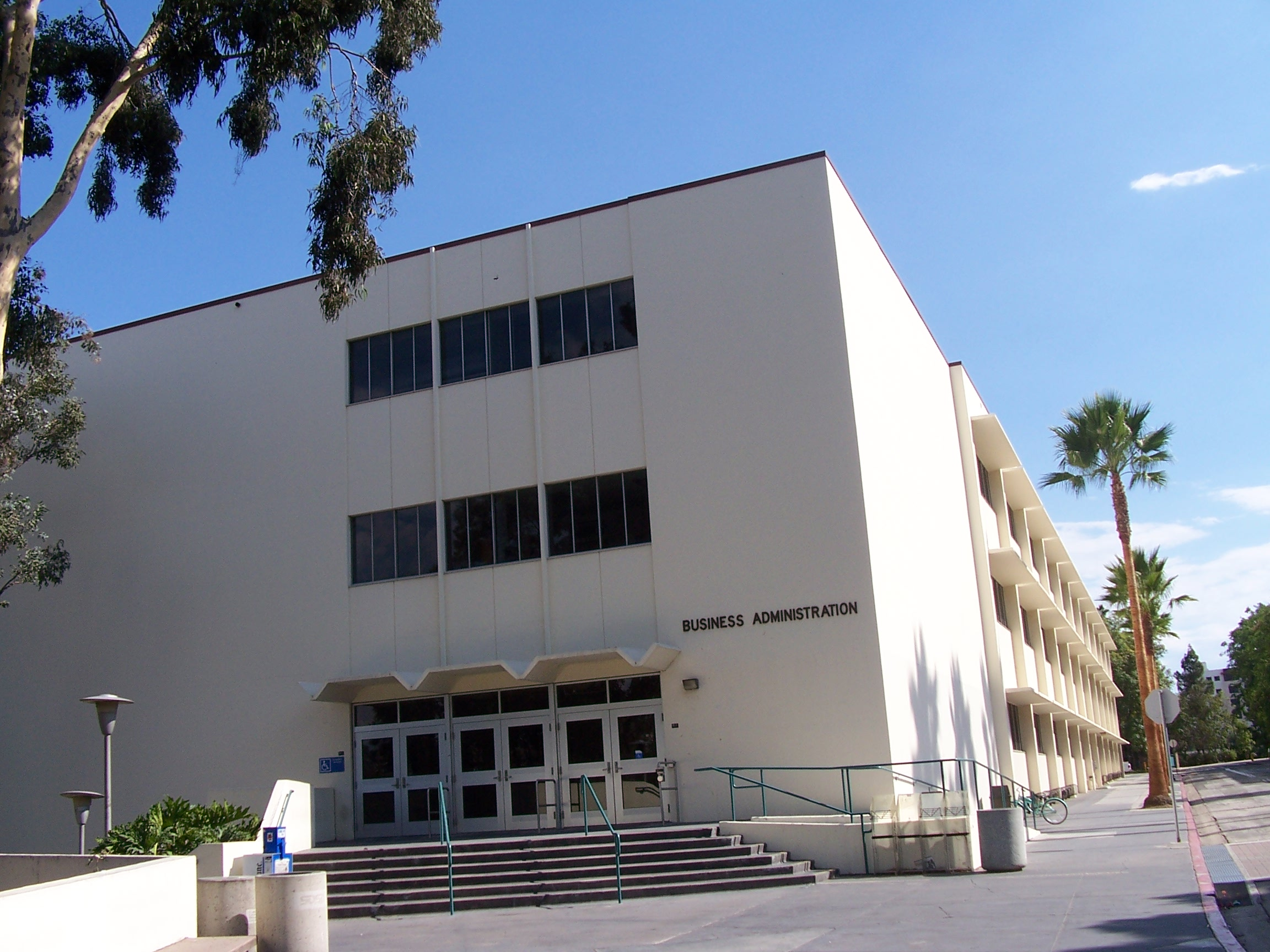
SDSU Fowler College of Business(経営大学院)

サンディエゴ州立大学（英語：San Diego State University、略称SDSU）は、カリフォルニア州サンディエゴに本部を置く、アメリカ合衆国の州立大学である。アメリカの州立大学の中では上位校で、合格率は34パーセント。経営大学院のSDSUファウラー・ビジネスカレッジは全米TOP50前後となっている。
カリフォルニア州立大学(CSU)のシステムの一つ。カリフォルニア州立大学の中でも3番目に古く、生徒数は最大級である。生徒数は約3万4828名（2018年秋学期現在）。卒業生は20万人以上。151の分野で学士号、修士号、博士号を提供している。

## 概観
西部有数の歴史ある大規模州立大学。とくに大学院課程での研究に力を入れていて、カリフォルニア州の州立大学の中では最も多くの博士課程を設けている。
サンディエゴはハイテクの町として知られ、産学連携による先端研究が盛ん。大学側は、産学の連携による共同研究を充実させながら、リサーチユニバーシティとしての地歩を固めてきた。メキシコとの国境に近いことから、学生の人種構成が多様な大学として知られ、マイノリティへの大学教育の提供を旗印に掲げている。
スポーツは盛んで、プロスポーツ選手として活躍している卒業生は枚挙にいとまがない。また、長い歴史の中で、グレゴリー・ペック（俳優）、バーナード・リムランド（心理学者）、ジェリー・サンダース（サンディエゴ市長)、ラッセル・ウェイナー (エナジードリンク・ロックスターCEO) ジェームズ・シネガル（コストコ創業者）など、各界に逸材を輩出してきた。

## 立地
全米7位（カリフォルニア州内2位）の人口を有するサンディエゴ市は、メキシコ国境近くに位置し、温暖な気候で南カリフォルニアの陽光に豊かな緑が輝く街並みを誇るリゾート地として有名。また近年では学術研究都市として急速に発展しており、博士号を持つ人が住む割合が全米1位となっている。

## 教育
- 大学院まで合わせて約3万人の学生が学ぶ同校は米国西部で最も大きな大学の一つに含まれるが、平均的なクラス規模は教養課程で32名、専門課程では15名であり、他の大学と比較して少人数教育を実現している。著名な学科としては、マーケティング、リハビリテーションカウンセリング、国際経営学、スポーツマネージメント、英文学、起業経営学、財政学、ホスピタリティ＆観光学、数学、心理学、公衆衛生学、言語聴覚病理学、社会学、社会福祉学など多岐にわたり、これらのほとんどが、America's Best Colleges誌など主要ランキングで、全米トップ100にランクしている。

## キャンパス

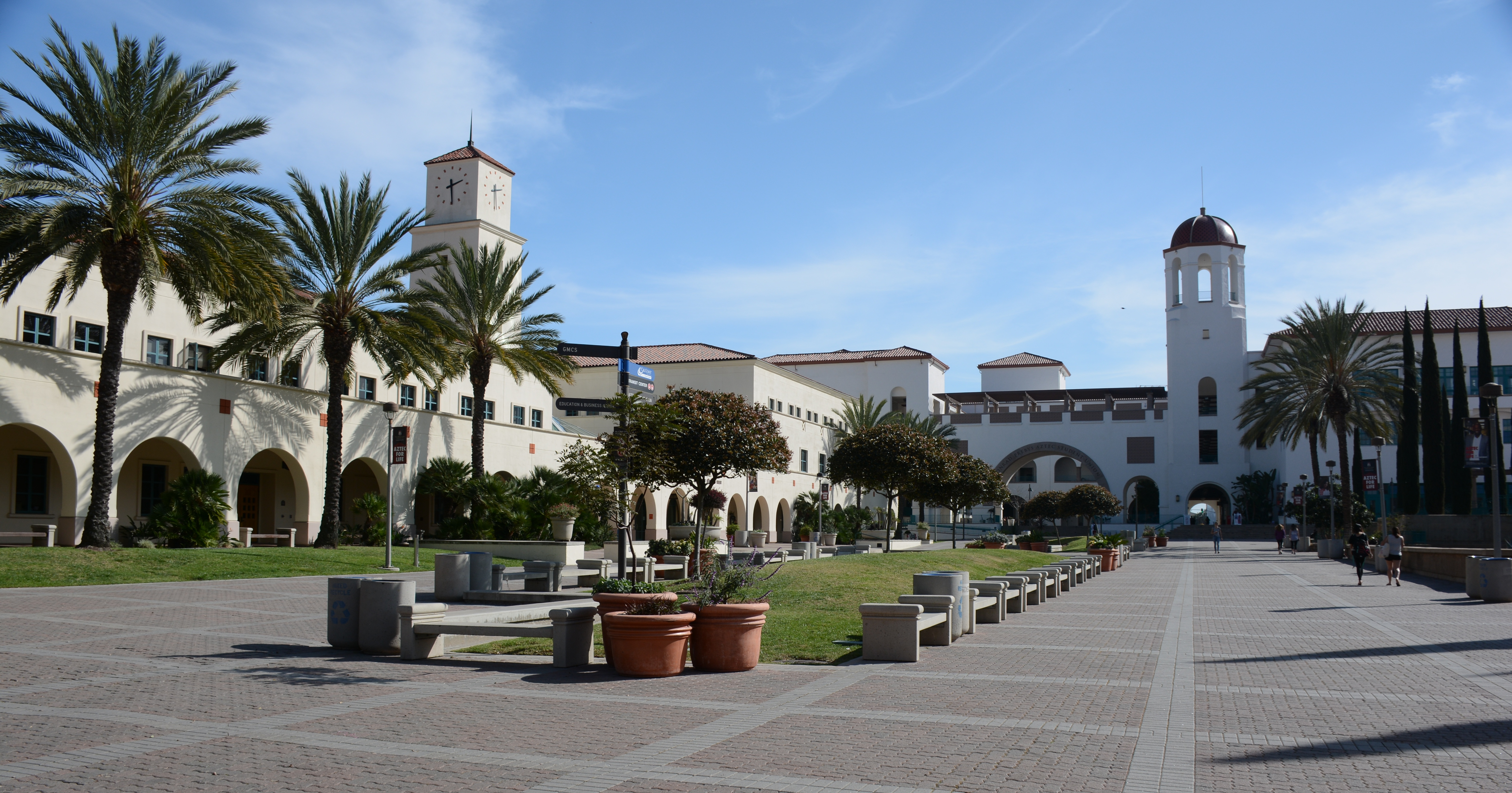
College West

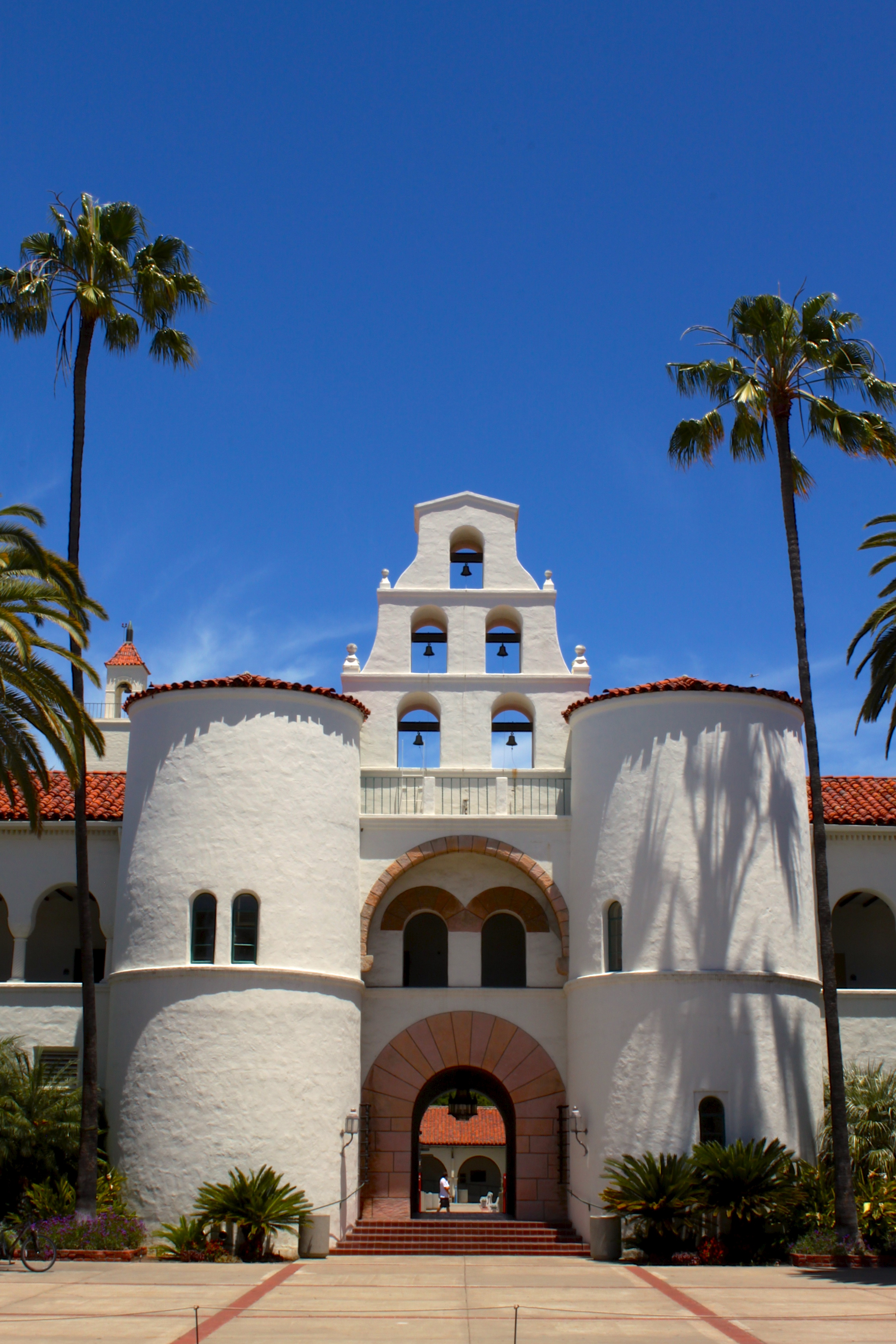
Hepner Hall

カリフォルニア州サンディエゴ市にある283エーカーのキャンパスには88つもの建物があり、内いくつかの建物が国家歴史登録財に記載されている。
- Walter R. Hepner Hall: 1976年に建設された同校のシンボルともいわれるスペインのコロニアル様式デザインを用いた特徴的な形の建物。
- Aztec Bowl: 12500人収容可能な屋内スタジアム。建設費用は約$500,000. San Jose State University のSpartan Stadium ができるまではカリフォルニア州立大学内最大級のスタジアムであった。
- Cal Coast Credit Union Open Air Theatre: 4280人収容可能な屋外型ホール。
- Malcolm A. Love Library: 40,000 sq ftのエリアの図書館。300,000冊以上の蔵書を有する。

## ランキング
主要世界大学ランキング
THE World University Ranking THE 世界大学ランキング
- 総合：世界第201~250位

U.S News & World Report
- 全米公立大学総合ランキング：国内第65位

Forbes Top College Ranking (世界）
- 総合：世界第219位

カーネギー財団より、研究活動や上級学位課程の規模を評価する"Doctoral / Research University-Intensive"において、全米の高等教育機関の上位6.7％が属するR2に分類されている。
プリンストンレビュー誌による全米ビジネススクールランキングでは、同校経営大学院（MBA）がGreat Opportunity for Minority Students部門で2位に位置づけられている。
学部別ランキング
- 統計学：第93位
- 犯罪心理学：第25位
- 介護学：第28位
- 教育学：第53位
- 数学：第144位

ビジネス学科別ランキング
- 会計学：第98位
- 起業学：第14位
- 人材学：第30位
- マーケティング学：第9位
- 国際ビジネス学：第4位

- 経営学：第42位

U.S Veterans Magazine
- Top Veteran Friendly School

Best College Website
- Best Online Business Degree Program: 第5位

#50 Undergraduate Business Program
(Public), #81 Nation, U.S. News & World Report, 2021

## 入学
2018年秋学期より1年生としてSDSUに入学する学生の平均加重GPA (Weighted GPA) は3.83 (4.00満点) SAT の平均スコアは1264点 (1600点満点) 。これらの数値は米国内の高校に通う生徒の約トップ10%に値するといわれている。
SDSUはプリンストン・レヴュー誌及びバロンズ教育誌による入学難易度指標で「非常に難しい」を与えられている。2019年度秋学期への出願者数は68,897人に上り、カルフォルニア州立大学の中で出願者数は最多である。2019年度には21,300人に入学許可が下り、合格率は34.4%であった。カルフォルニア州立大学の中では第3位で、年々合格率が下がっている。
|          | 2018   | 2017   | 2016   | 2015   | 2014   | 2013   |
| -------- | ------ | ------ | ------ | ------ | ------ | ------ |
| 出願者数 | 68,897 | 60,554 | 60,545 | 58,898 | 56,759 | 54,320 |
| 合格者数 | 23,676 | 21,311 | 20,858 | 20,204 | 19,524 | 20,183 |
| % 合格率 | 34.4   | 35.2   | 34.5   | 34.3   | 34.6   | 37.2   |
| 入学     | 5,680  | 5,301  | 5,011  | 5,142  | 4,978  | 4,671  |
| 平均 GPA | 3.83   | 3.71   | 3.68   | 3.69   | 3.69   | 3.81   |
| ACT      | 25.2   | 25.4   | 25.2   | 25.0   | 24.5   | 24.1   |
| SAT      | 1264   | 1233   | 1248   | 1211   | 1215   | 1206   |

### 編入学
他の米国の大学同様、編入学は盛んである。2018年度秋学期には23,051人が出願し、5,274人に合格許可が下りた。合格率は22.9%で、合格者の平均GPAは3.93、平均ACTは27.0となっている。合格者の78%がカリフォルニア州内のコミュニティー・カレッジ出身者となっている。
|                      | * All levels, freshman through graduate |
| -------------------- | --------------------------------------- |
| アフリカ系米国人     | 3.8%                                    |
| フィリピン系米国人   | 5.6%                                    |
| アジア系             | 7.2%                                    |
| パシフィック系       | 0.2%                                    |
| 白人                 | 33.7%                                   |
| ネイティブアメリカン | 0.3%                                    |
| メキシコ系           | 25.6%                                   |
| その他メキシコ系     | 5.1%                                    |
| ミックス             | 6.2%                                    |
| 外国籍学生           | 7.8%                                    |
| 不明                 | 4.3%                                    |

## スポーツ
SDSUのスポーツ・チームは、アズテックス（Aztecs）と呼ばれ、NCAAのディビジョンI（アメリカンフットボールはディビジョンI-A）のマウンテン・ウェスト・カンファレンス（MWC）に属している。なお2026 - 27シーズンからはパシフィック12カンファレンス（Pac-12）へ移籍する予定。
野球
- 野球チームの本拠地は、キャンパス内のトニー・グウィン・スタジアム。

アメリカンフットボール
- フットボールチームの本拠地は、スナップドラゴン・スタジアム。

バスケットボール
全米大学選手権では第85回大会で決勝進出。
- 本拠地は、キャンパス内にあるVIEJAS ARENA

## 対外関係

### 協定校
- 日本
  - 立命館アジア太平洋大学
  - 早稲田大学
  - 上智大学
  - 横浜国立大学
  - 東京外国語大学
  - 法政大学
  - 奈良県立大学
  - 関西学院大学
  - 九州大学
  - 亜細亜大学
  - 東洋英和女学院大学
  - 中央大学
  - 同志社大学

## 日本と関わりのある教育機関・学生団体
Japanese Student Association at SDSU（サンディエゴ州立大学日本人学生会）
SDSU在学中の日本人学生によって運営されている大学公認の非営利団体。日本人学生会は「日本というアイデンティティー・文化・言語を共有する学生が集まり、様々な交流を通じて学生生活をより活性化させること」を活動趣旨とし、例年、日本人学生間の交流、異文化交流、留学生活支援などを目的としたイベントを通年多数開催している。
American Language Institute at SDSU (ALI)
米国カリフォルニア州サンディエゴにある San Diego State University （サンディエゴ州立大学、略称： SDSU）の ESL プログラム（英語研修課程）。
Page One (就職支援団体）
サンディエゴの主要大学であるUCSD、SDSUの日本人学生を中心に運営されている大学公認の非営利団体。主に南カルフォルニアエリアに留学している日本人大学生の就職活動のサポートを中心に活動しており、社会人交流会、就活セミナー、オンキャンパス選考会などのイベントを開催している。

## 著名な出身者
- ジェームズ・シネガル（英語版） - コストコ代表取締役
- トニー・グウィン - 元MLB選手
- マーク・グレース - 元MLB選手
- ジェフ・ダバノン（英語版） - MLB選手
- スティーブン・ストラスバーグ - MLB選手
- マーシャル・フォーク - 元NFL選手
- マイケル・ケイジ - 元NBA選手
- カワイ・レナード - NBA選手、NBAファイナルMVP
- ジョー・コロナ - サッカー選手
- グレゴリー・ペック - 俳優
- カール・ウェザース - 元NFL選手・俳優
- ラクエル・ウェルチ - 女優
- ジュリー・カブナー - 女優
- キャスリーン・ケネディ - 映画プロデューサー
- グレッグ・ベア - 小説家
- ジョーン・D・ヴィンジ - 小説家
- アキラ・レイン - モデル
- ジャック・ゴーティエ - 古脊椎動物学者
- バーナード・リムランド - 研究心理学者、作家、講演家
- スティーブ・デイカス - 元西友CEO、元スシローグローバルホールディングス会長
- 島野りーみん - 中退、プロボクサー、元女子競輪選手
- 武居“M”征吾 - 実業家。
- 福嶋浩子 - 女子プロゴルファー
- ドン・ミッチェル (地理学者)
- レマヌ・ペレティ・マウガアメリカの政治家